# Parco nazionale di Matobo
Il Parco nazionale di Matobo è un parco nazionale dello Zimbabwe situato nella parte sudorientale del paese, più precisamente nella provincia del Matabeleland Meridionale.
L'area del parco, che si estende per 424 km² costituisce il nucleo centrale delle colline Matobo o Matopos, in inglese Matopos Hills, un'area di kopje granitici e valli boscose che iniziano a sud di Bulawayo, nel sud dello Zimbabwe. Le colline si sono formate oltre 2 miliardi di anni fa con il granito che è stato spinto in superficie e si è eroso per produrre formazioni rocciose tipiche intervallate da boschetti di vegetazione. La denominazione Matobo sembra essere stata attribuita dal popolo dei Lozwi, che sono gli antenati di Kalanga. Una tradizione diversa afferma che il primo re, Mzilikazi Khumalo, quando i residenti locali gli dissero che le grandi cupole di granito erano chiamate madombo, rispose, forse per scherzo, "Li chiameremo matobo".
Le Matopos Hills coprono un'area di circa 3100 kmq, di cui 424 kmq costituiscono il parco nazionale, il resto è in gran parte terreno comune e una piccola parte di terreno agricolo commerciale. Il parco si estende lungo le valli dei fiumi Thuli, Mtshelele, Maleme e Mpopoma. Parte del parco nazionale è riservata agli animali selvatici per circa 100 kmq; la riserva è stata popolata di selvaggina tra cui il rinoceronte bianco. Il punto più alto delle colline è il promontorio denominato Gulati (1549 m; 5082 ft) appena fuori dall'angolo nord-est del parco.
Amministrativamente, il Parco Nazionale di Matobo incorpora il Parco ricreativo del lago Matopos.
Il parco nazionale si trova all'interno dell'ecoregione del bushveld dell'Africa meridionale, un altopiano dell'Africa australe che si estende dalle province di Limpopo e Nord-Ovest, in Sudafrica, a parte del Botswana occidentale e dello Zimbabwe meridionale.

## Storia
Il parco nazionale è il più antico dello Zimbabwe, istituito nel 1926. I confini originari del parco si estendevano ben a sud e ad est dell'attuale parco ma vennero poi modificati e ridotti come parte di un compromesso tra le autorità coloniali e la popolazione locale per creare delle aree comuni.
Le colline di Matobo sono state dichiarate Patrimonio dell'Umanità dall'UNESCO nel 2003.

## Caratteristiche

### Flora
La Riserva Nazionale delle Colline Matobo è un'area di grande diversità botanica, con oltre 200 specie di alberi registrate, tra cui l'acacia di montagna, la pera selvatica e l'acacia a carta. La riserva ospita anche molte specie di aloè, erbe selvatiche e oltre 100 specie di erba. Inoltre, molte tipologie di piante endemiche rare sono state registrate

### Fauna

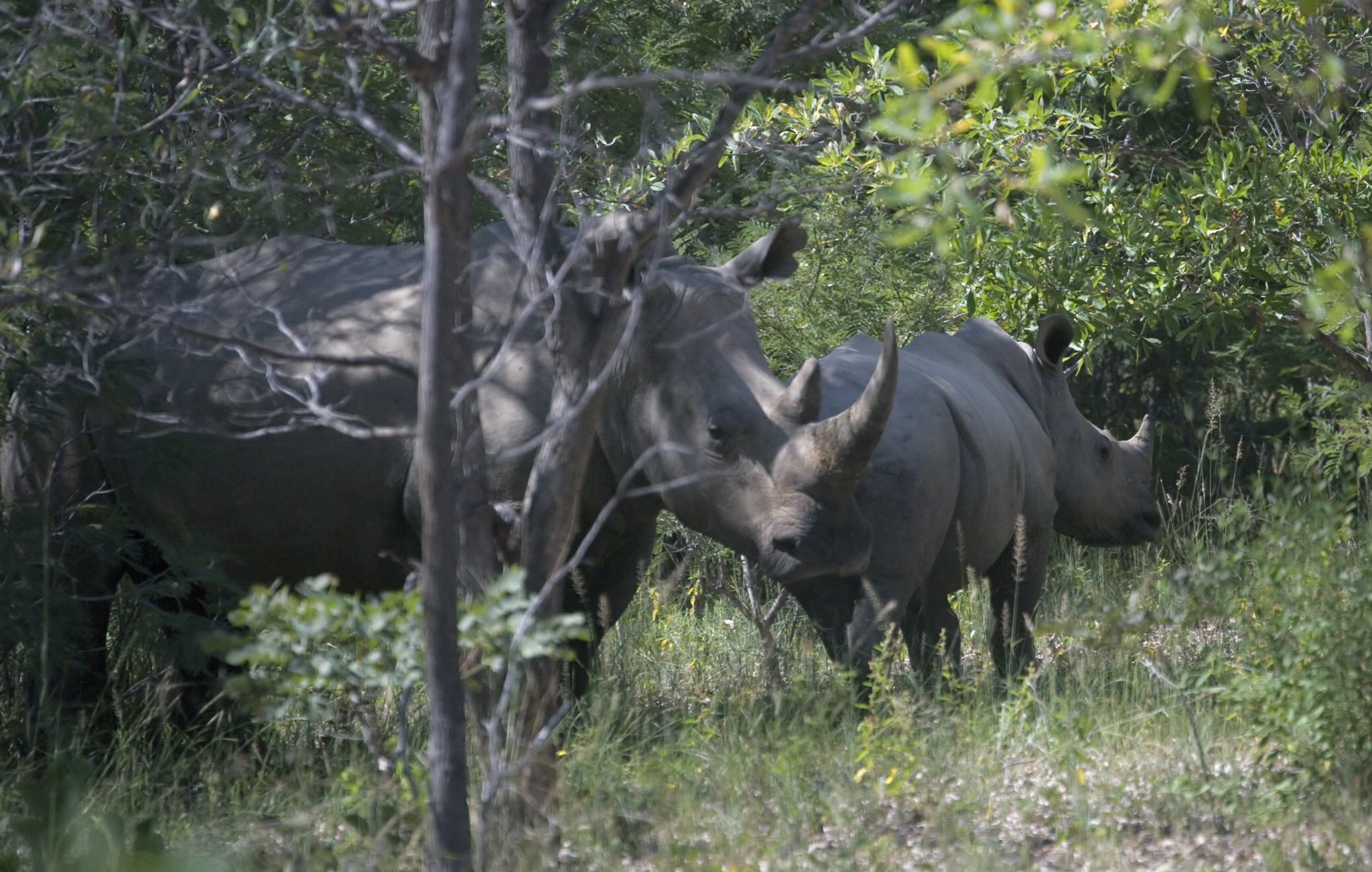
Rinoceronte bianco e vitello nel Parco Nazionale di Matobo

Il Parco Nazionale di Matobo ha una grande varietà di fauna: 175 specie di uccelli, 88 di mammiferi, 39 di serpenti e 16 di pesci. Nel parco sono avvistabili rinoceronti bianchi, antilopi sable, impala e leopardi. Il parco contiene la popolazione di leopardi più densa al mondo, a causa dell'abbondanza di irace, che costituiscono il 50% della loro dieta. Ad ovest c'è una grossa comunità di rinoceronti bianchi e neri. Il parco è stato designato come zona di protezione intensiva per le due specie, così come per le iene, gli ippopotami, le giraffe, le zebre, gli gnu e gli struzzi .
Il Parco vanta la più alta concentrazione di aquile nere di tutto il mondo.

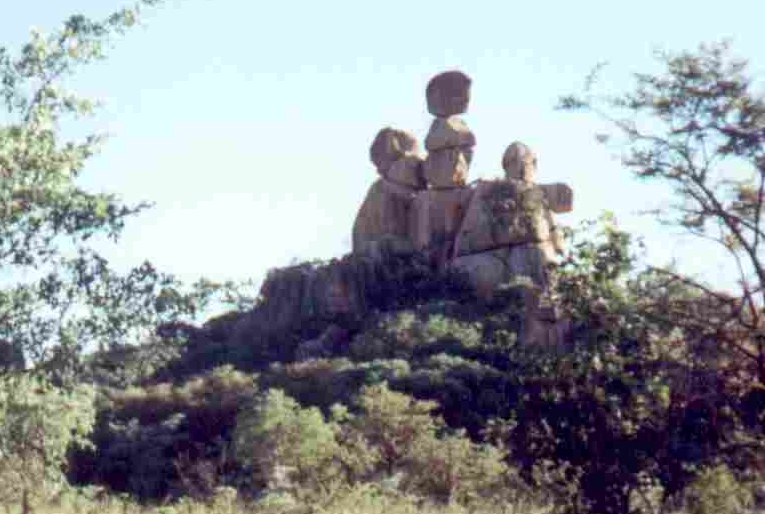
Kopjes granitici nel Parco Nazionale di Matobo

### Geografia e geologia
Una delle caratteristiche distintive del Parco Nazionale di Matobo sono le formazioni rocciose di granito che emergono dalla pianura circostante. Queste formazioni rocciose sono state modellate per milioni di anni dall'erosione, creando una serie di sculture naturali impressionanti. I massi di granito si ergono come torri e pinnacoli, spesso con forme bizzarre e interessanti. Alcune di queste formazioni sono così uniche che sono diventate attrazioni turistiche popolari. Tra le montagne granitiche si formano strette vallate. Queste sono spesso valli paludose conosciute come dambos o vleis, a causa del deflusso delle montagne a dorso di balena. Queste valli formano le sorgenti dei fiumi Maleme, Mpopoma e Mtsheleli, e la sorgente del fiume Thuli si trova appena ad est del parco.

### Siti archeologici, storici e culturali

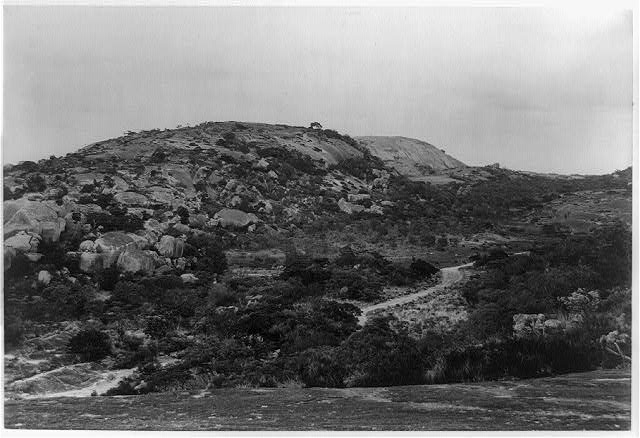
Monte Effefe ca. 1900.

Il popolo dei Boscimani visse sulle colline di Matobo circa 2000 anni fa, lasciando un ricco patrimonio in centinaia di pitture rupestri. Ci sono oltre 3.000 siti registrati di arte rupestre, con i principali periodi di pittura che vanno dal 320 al 500 d.C. Nelle numerose fessure e caverne sono stati trovati forni in argilla e altri reperti storici, tra cui alcuni risalenti alla pre-etá della pietra media, intorno al 300.000 a.C. Sono stati sviluppati importanti siti turistici per visitare i luoghi storici.
La grotta di Bambata è un importante sito archeologico, situato nella parte occidentale del parco nazionale, a nord della riserva degli animali selvatici sulla strada Kezi- Bulawayo; contiene pitture rupestri che rappresentano elefanti, giraffe, facoceri, tsessebe e manguste.
La grotta di Inanke ha un'area pittorica molto estesa; si raggiunge con un'escursione di tre ore dalla diga di Toghwana. Lungo il percorso dell'escursione si trova una fornace dell'età del ferro .

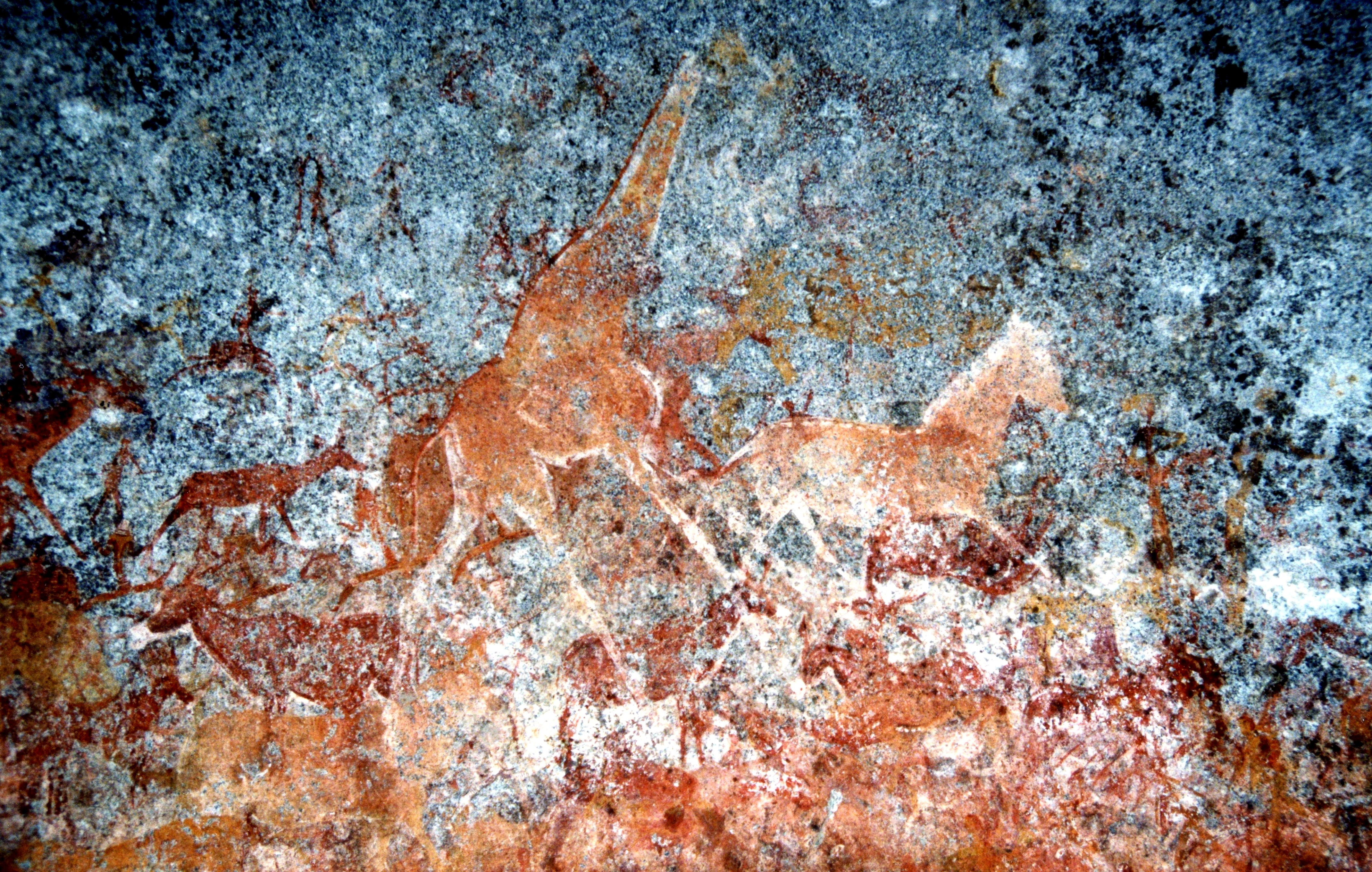
Grotta di Nswatugi.

La grotta di Nswatugi contiene pitture che rappresentano giraffe, elefanti e kudu. L'accesso è possibile dalla Circular Drive, una strada a ovest della diga di Maleme. Qui è stato rinvenuto uno scheletro umano risalente al 42000 a.C. appartenente al Mesolitico.
La grotta di Pomongwe, vicino alla diga di Maleme, è stata danneggiata da un tentativo di restauro nel 1965 durante il quale è stato applicato olio di semi di lino ai dipinti. Scavi archeologici nella Cava di Klasies River Mouth, in Sud Africa, hanno portato alla luce 39.032 strumenti in pietra e numerosi pozzi di fuoco. I reperti hanno dimostrato che gli antichi abitanti della caverna si nutrivano principalmente di dassie, ma includevano anche altre carni come quelle di tartaruga, babbuini e animali più grossi. Inoltre, i materiali più antichi trovati nel sito risalgono probabilmente al periodo antecedente il Mesolitico .
White Rhino Shelter è un piccolo sito vicino a Gordon Park, sulla principale strada asfaltata che attraversa il parco. Le pitture rupestri in esso conservate rappresentano la sagoma di grandi rinoceronti, che si dice abbia ispirato la reintroduzione della specie negli anni '60.
L'imponenza e la quiete delle colline ha contribuito alla loro fama di luogo sacro, specialmente presso il popolo Shona e Ndebele. Sulle colline si svolgono infatti rituali e altre attività religiose. Prima dell'era coloniale, era la sede dell'oracolo spiritualista, il Mlimo.

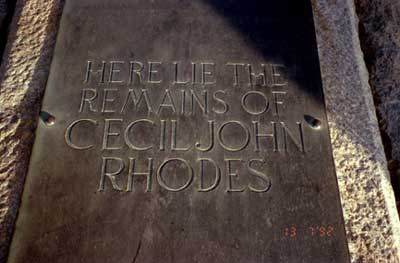
Tomba di Cecil Rhodes a Malindidzimu

Le colline furono teatro della famosa indaba tra coloni bianchi e il capo Ndebele nel 1896 - la seconda guerra di Matabele, conosciuta in Zimbabwe come la prima Chimurenga - che si concluse con l'assassinio del Mlimo da parte di Frederick Russell Burnham, l'esploratore americano, in uno delle grotte di Matobo. Dopo aver appreso della morte del Mlimo, Cecil Rhodes entrò coraggiosamente da solo e disarmato in questa roccaforte Ndebele e convinse gli impi a deporre le armi. Oggi gran parte delle ceramiche e dei manufatti trovati sui pavimenti delle caverne sono i resti dell'era della ribellione del 1896. 

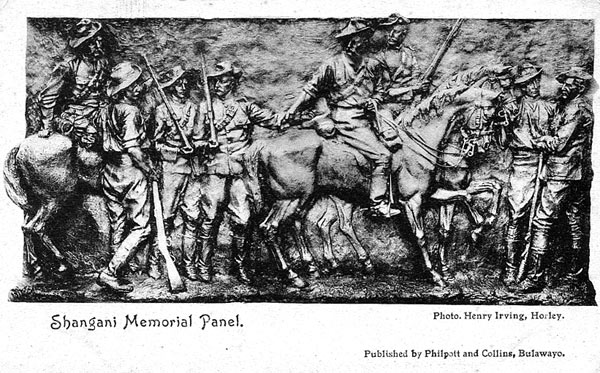
Memoriale della pattuglia di Shangani a World's View

Nel Parco Nazionale di Matobo, si trova la tomba di Cecil Rhodes, il fondatore della ex colonia britannica Rhodesia. La sua tomba è situata sulla cima di Malindidzimu, conosciuta anche come World's View. Qui, Rhodes è sepolto insieme a due dei suoi amici, Sir Charles Patrick Coghlan e Sir Leander Starr Jameson. Inoltre, sullo stesso sito, è stato eretto un monumento di pietra per onorare i 35 soldati britannici che persero la vita in una battaglia con l'esercito di Matebele e furono gettati nel fiume Shangani. Una piccola galleria presente nel luogo fornisce una cronologia della vita di Rhodes e delle sue imprese come uomo d'affari, esploratore e politico.Questo sito è fonte di controversia nel moderno Zimbabwe poiché è considerato un luogo sacro dai nazionalisti e dai gruppi indigeni.

## Turismo

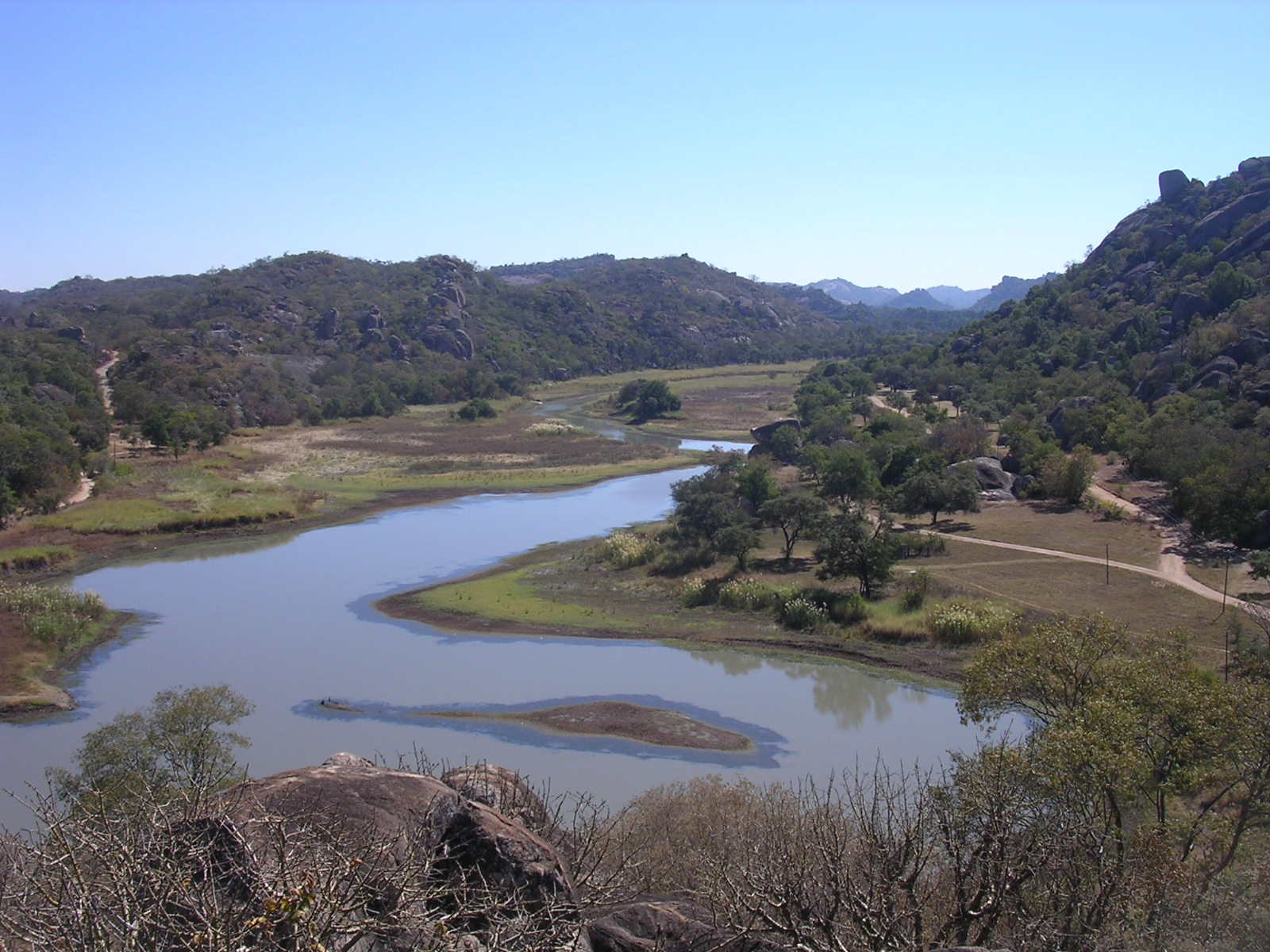
Dighe come Maleme e i loro dintorni offrono opportunità per osservare la fauna selvatica, fare escursioni, pescare e andare in barca.

### Accesso
Se si arriva da Bulawayo in auto, si può prendere la strada Robert Mugabe nel centro della città, che diventa Matopos Road e prosegue verso sud per circa 30 km fino al confine del parco. Si tratta di una strada asfaltata a due corsie. Una strada asfaltata a corsia singola prosegue fino alla diga di Maleme e al campo di riposo. Le restanti strade all'interno del parco sono ghiaia o terra, ma adatte alla maggior parte dei veicoli. Tuttavia, l'accesso alla diga di Toghwana durante la stagione delle piogge potrebbe richiedere un veicolo a quattro ruote motrici.
Il parco può essere raggiunto anche da Gwanda, prendendo la strada Thuli-Makwe in direzione Kezi e svoltando a nord sulla strada principale Kezi-Bulawayo.

### Safari
Alcuni animali possono essere visti in tutto il parco, con avvistamenti regolari di rinoceronti bianchi, antilopi nere e impala. Tuttavia, la visione migliore si ha nella parte occidentale del parco nazionale. La riserva nota anche come Whovi o Hove Wild Area, è stato istituita con animali trasferiti dalle aree di confine del Parco nazionale di Hwange . È stata popolata di rinoceronti bianchi e neri. Altri animali da vedere sono l'antilope nera, la giraffa, la zebra, l'impala, lo gnu e lo struzzo. In rare occasioni, nel tardo pomeriggio fino alla prima serata, i visitatori possono avere la fortuna di avvistare il leopardo. 

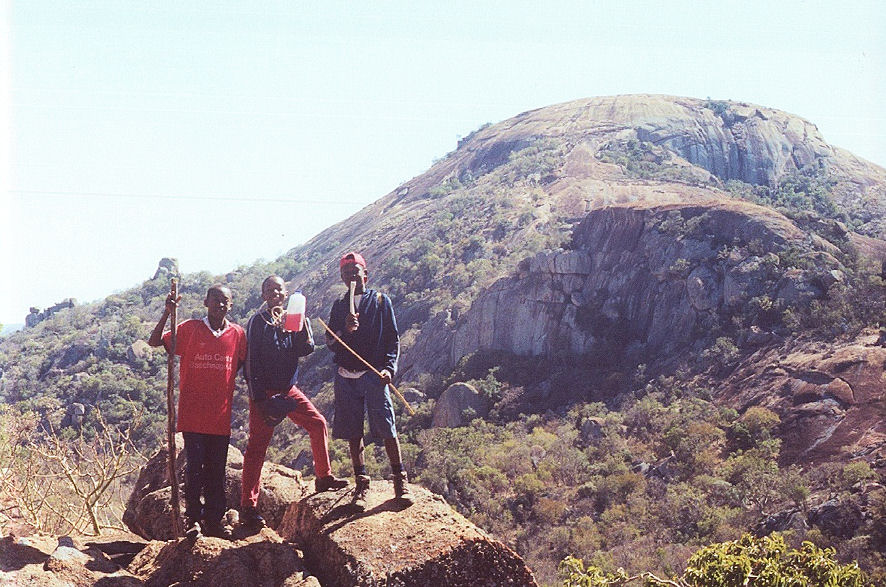
Un gruppo di boy scout che fa un'escursione sulla montagna Nyahwe con la montagna Shumbashawa sullo sfondo.

## Nella cultura popolare
Un formaggio dello Zimbabweporta il nome di Matopos, dal nome delle colline.
Il nome del parco è stato utilizzato due volte nei film: secondo la regista Stéphanie Machuret, il titolo e il paesaggio nel suo film del 2007, Matopos, incentrato su un guaritore tradizionale, sono stati ispirati dal parco. Il nome è stato anche utilizzato per la fittizia Repubblica Democratica di Matobo nel film The Interpreter .